# Famille Vespignani
La famille Vespignani est une famille de la noblesse noire romaine proche de la curie papale.

## Origine
En 1503, la famille Vespignani possédait le château de Monte Maure à Brisighella près de Forlì dans la région d'Émilie-Romagne. Les armoiries des Vespignani sont composées de guêpes en raison de la racine du nom Vespignani car Vespa est une guêpe en Italien et que la lettre « i » sert à former le pluriel dans cette langue ; le bleu représente la royauté et le jaune le clergé. Les Vespignani sont apparentés à la famille Savorelli par le mariage de Caterina Vespignani et du marquis Alessandro Savorelli propriétaire du Palais Muti-papazzuri, aujourd'hui nommé le Palazzo Balestra et la villa Aurelia située sur une des collines de Rome. 
Au milieu du XVIIe siècle et jusqu'au début du XIXe siècle, la famille Vespignani était également propriétaire d'un palais situé à Bologne, le palais Vespignani. 
Après plusieurs changements de propriété du palais, ce dernier a été acheté en 1919 par quatre dames d'Imola avec l'intention d'en faire une institution de protection de l'éducation des filles abandonnées, institution que la guerre aura dédiée à Sainte Maria Goretti. En 1998, le bâtiment a été acheté par la Fondazione Cassa di Risparmio di Imola et a récemment été restauré. Après un accord avec l'Université de Bologne, il est utilisé comme un centre d'enseignement et habite également le siège administratif de sept diplômes universitaires d'Imola. 

## Personnalités
- Virginio Vespignani, 1808 à Rome - 1882, architecte (comte)
- Giuseppe Maria Vespignani, 1800 - 1865, évêque d'Orvieto (Italie) et frère de Virginio Vespignani[2].
- Francesco Vespignani (it), 1842 à Rome - 1899, architecte (comte) et fils de Virginio Vespignani.
- Ernesto Vespignani, né en 1861 à Lugo (Italie), architecte ecclésiastique à Buenos Aires (Argentine).
- Giovanni Carlo Vespignani, gestionnaire de la basilique Saint-Pierre au Vatican en 1679[3].
- Renzo Vespignani, 1929 à Rome - 2001, peintre.
- Joseph Vespignani, né en 1854 à Lugo (Italie), prêtre missionnaire salésien en Argentine et ordonnateur de Don Bosco.